# Місто ангелів (Беслан)
Мі́сто ангелів (рос. Город ангелов) — меморіальне кладовище в російському місті Беслан у Північній Осетії, на якому поховано 266 осіб, що загинули під час теракту в бесланській школі № 1 1–3 вересня 2004 року.

## Опис
На території кладовища знаходиться пам'ятник «Дерево скорботи», хачкар, подарований дітьми Вірменії, і пам'ятник бійцям спецназу, які загинули під час штурму бесланської школи № 1.
Некрополь входить до складу Меморіального комплексу «Місто ангелів», який є об'єктом культурної спадщини регіонального значення (№ 901). До складу пам'ятника, крім некрополя, також входять будівля школи № 1, спортивний зал, меморіальні плити з прізвищами загиблих через теракт 1–3 вересня 2004 року на території школи, пам'ятник загиблому командиру спецпідрозділу Д. О. Розумовському і православний Храм новомучеників російських.

## Галерея

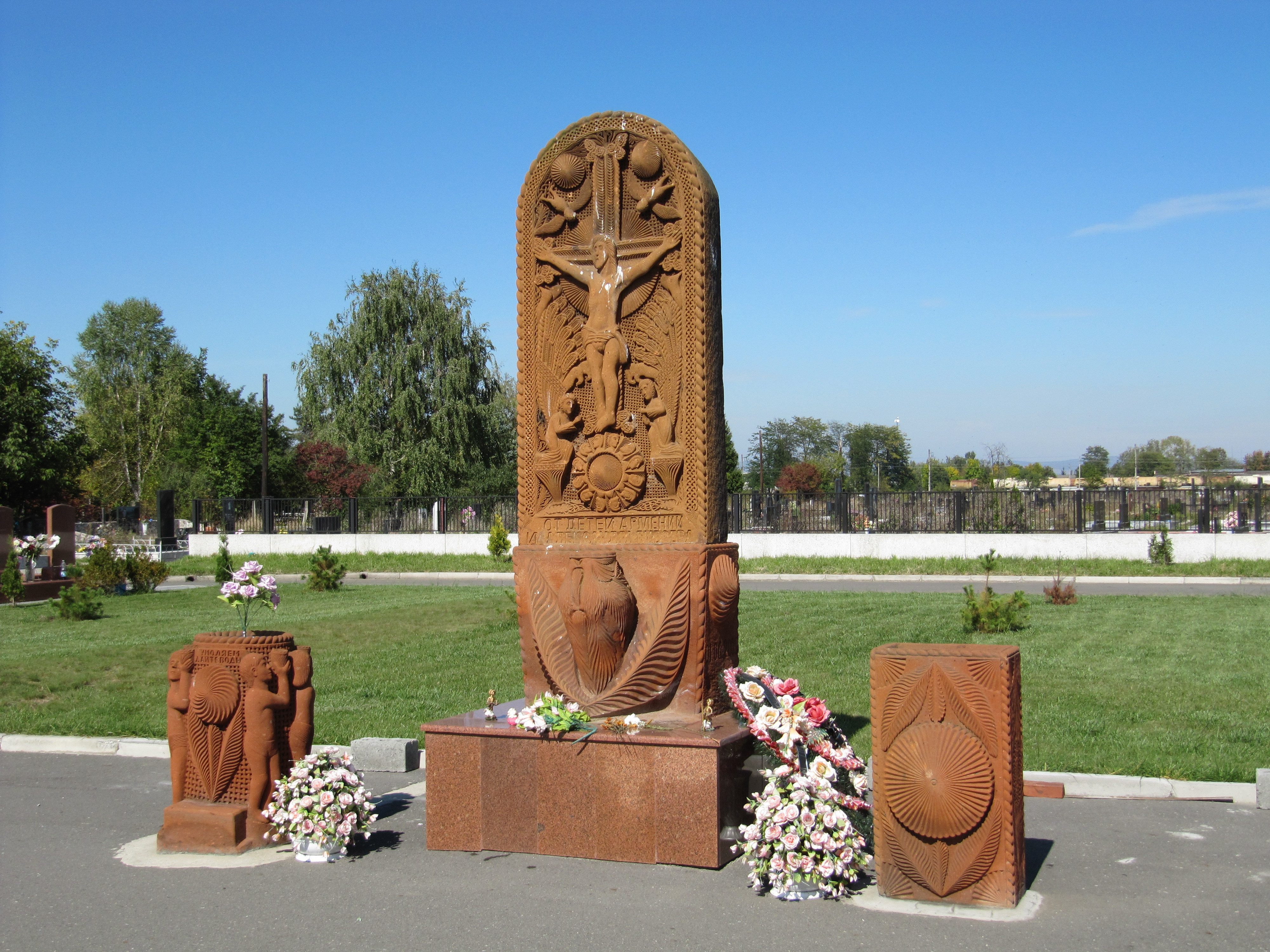
Хачкар, подарований дітьми Вірменії
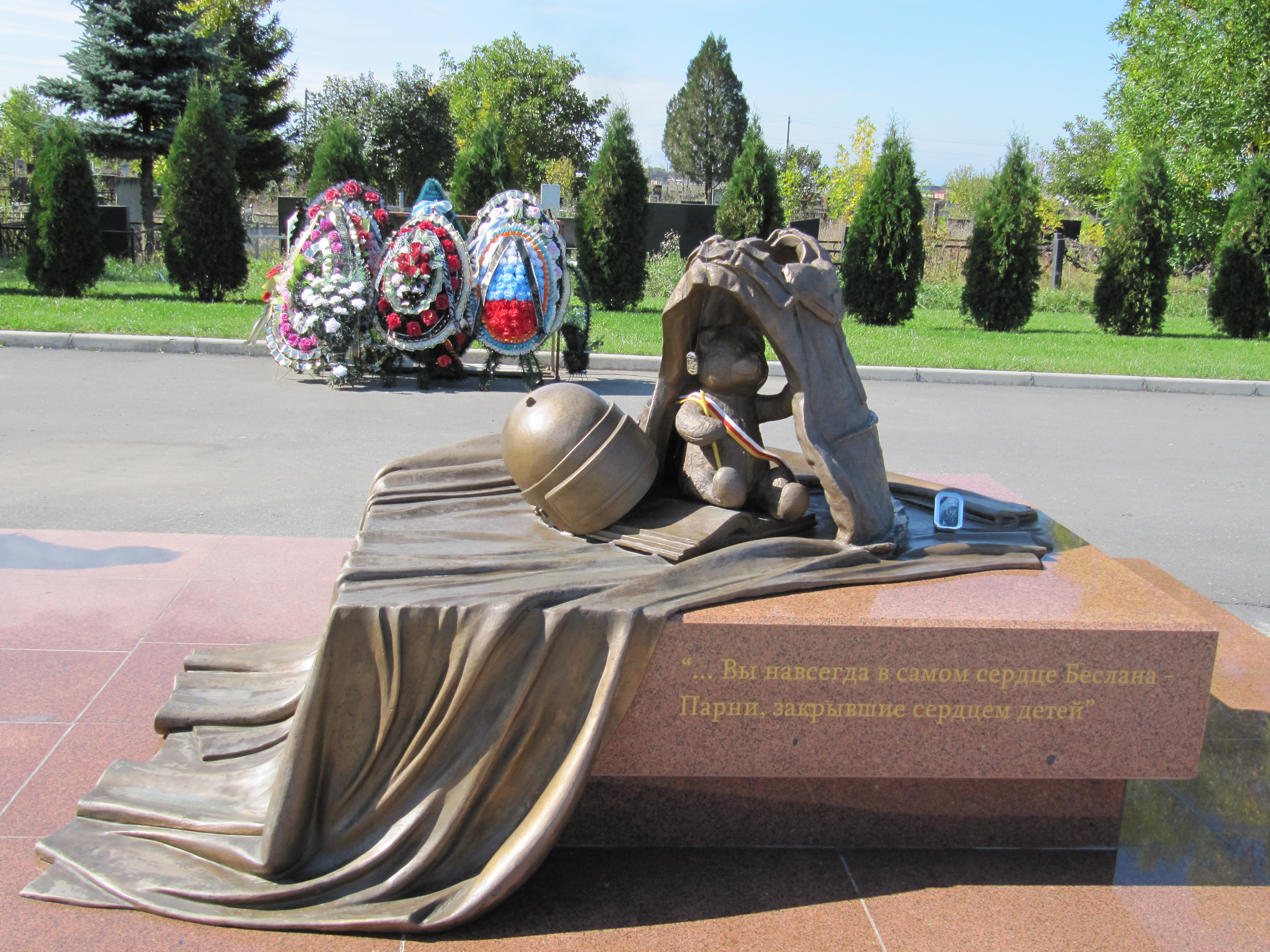
Пам'ятник загиблим спецназівцям
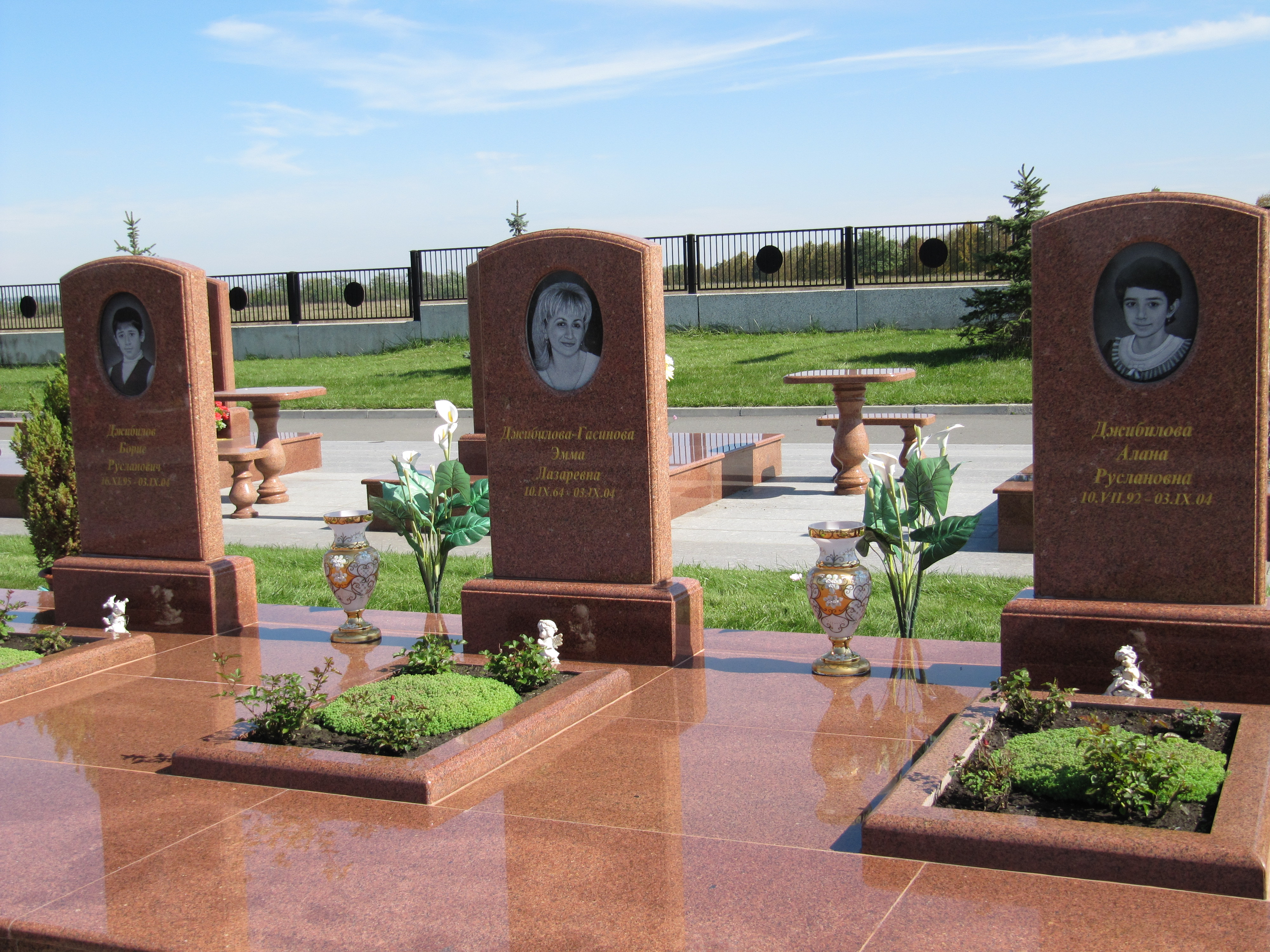
Могили загиблих заручників